# Segunda Batalla de Zúrich

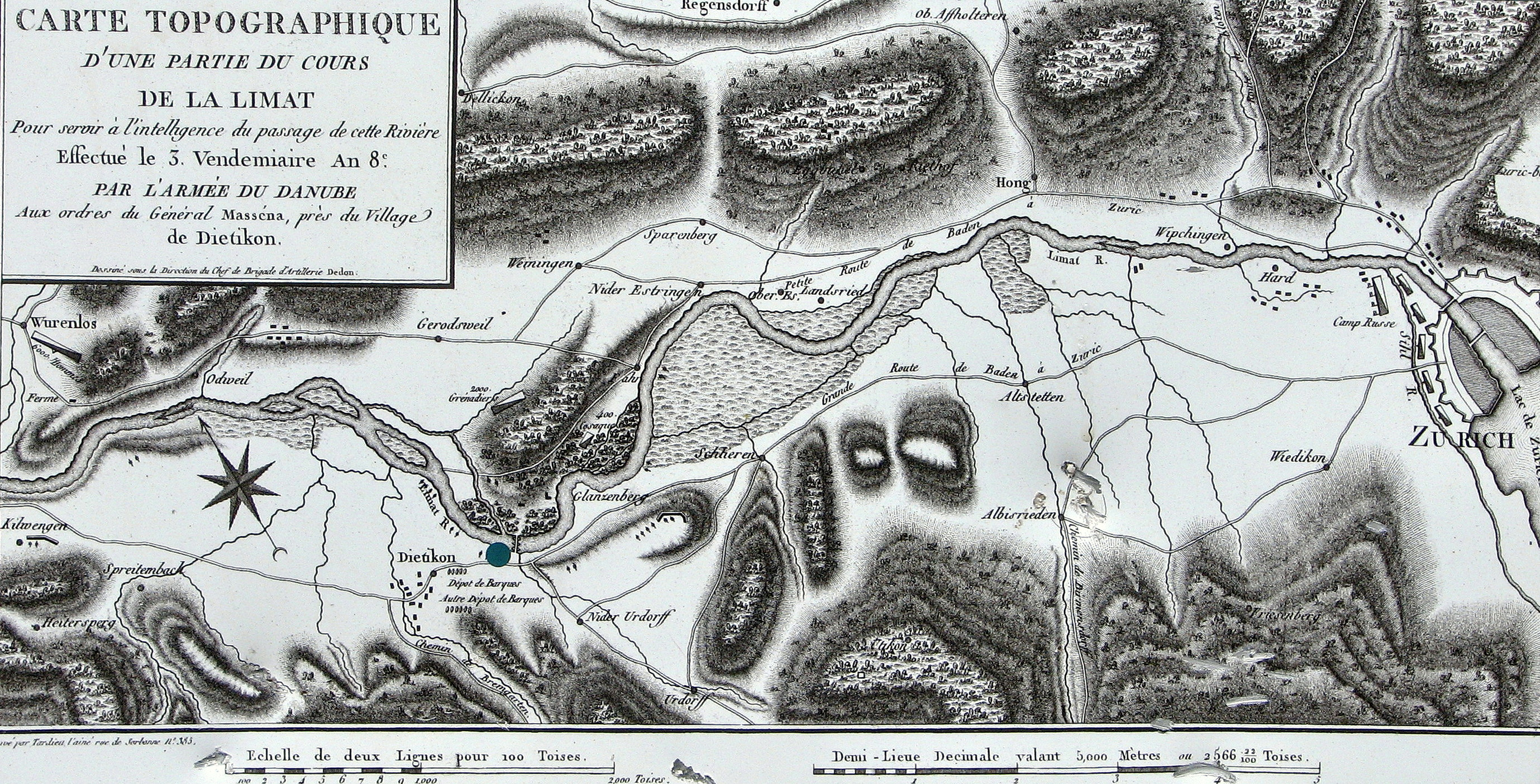
Mapa que muestra las posiciones francesas en el valle del Limmat (1801)

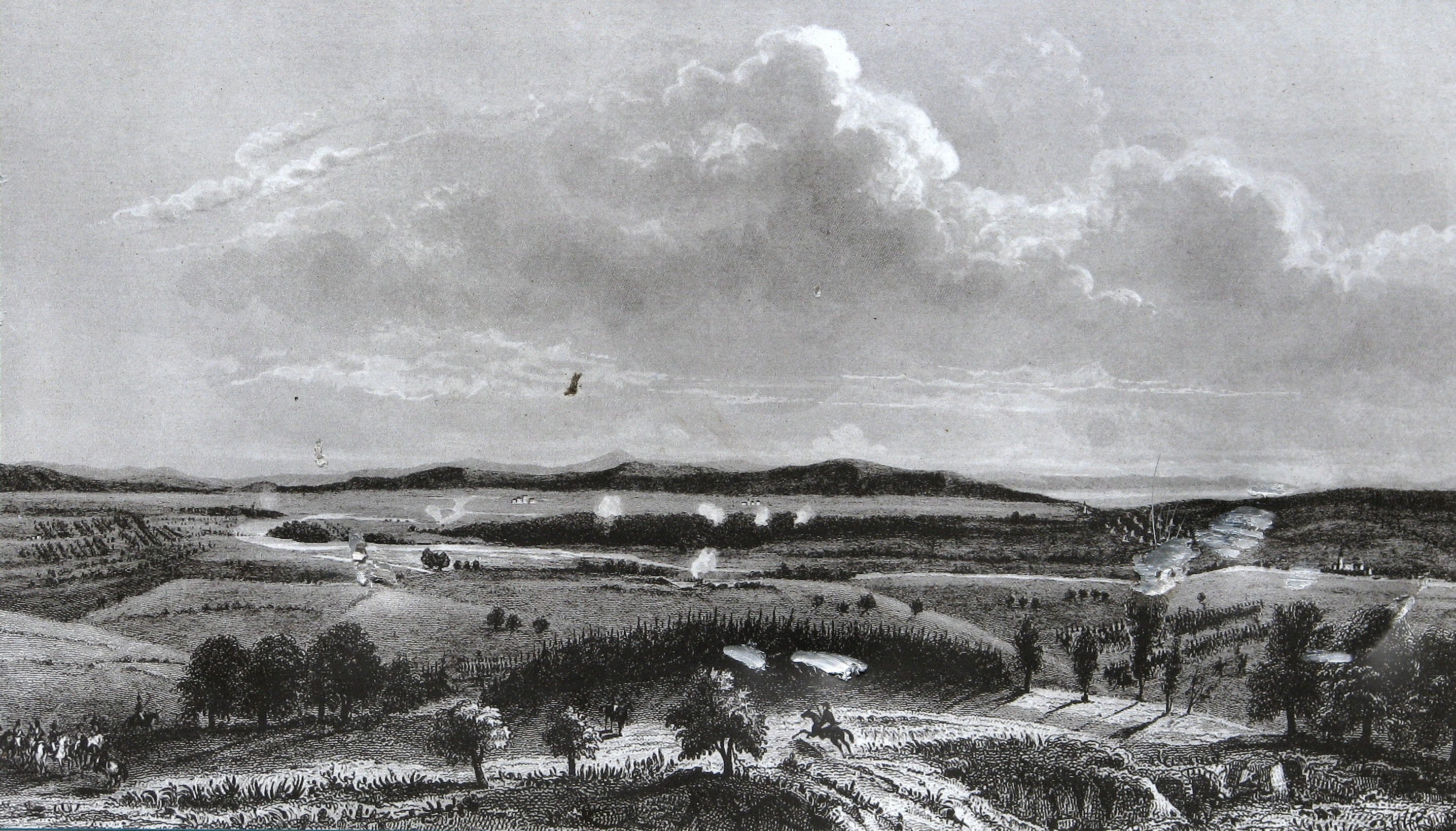
Dibujo contemporáneo de la batalla por Siméon Fort.

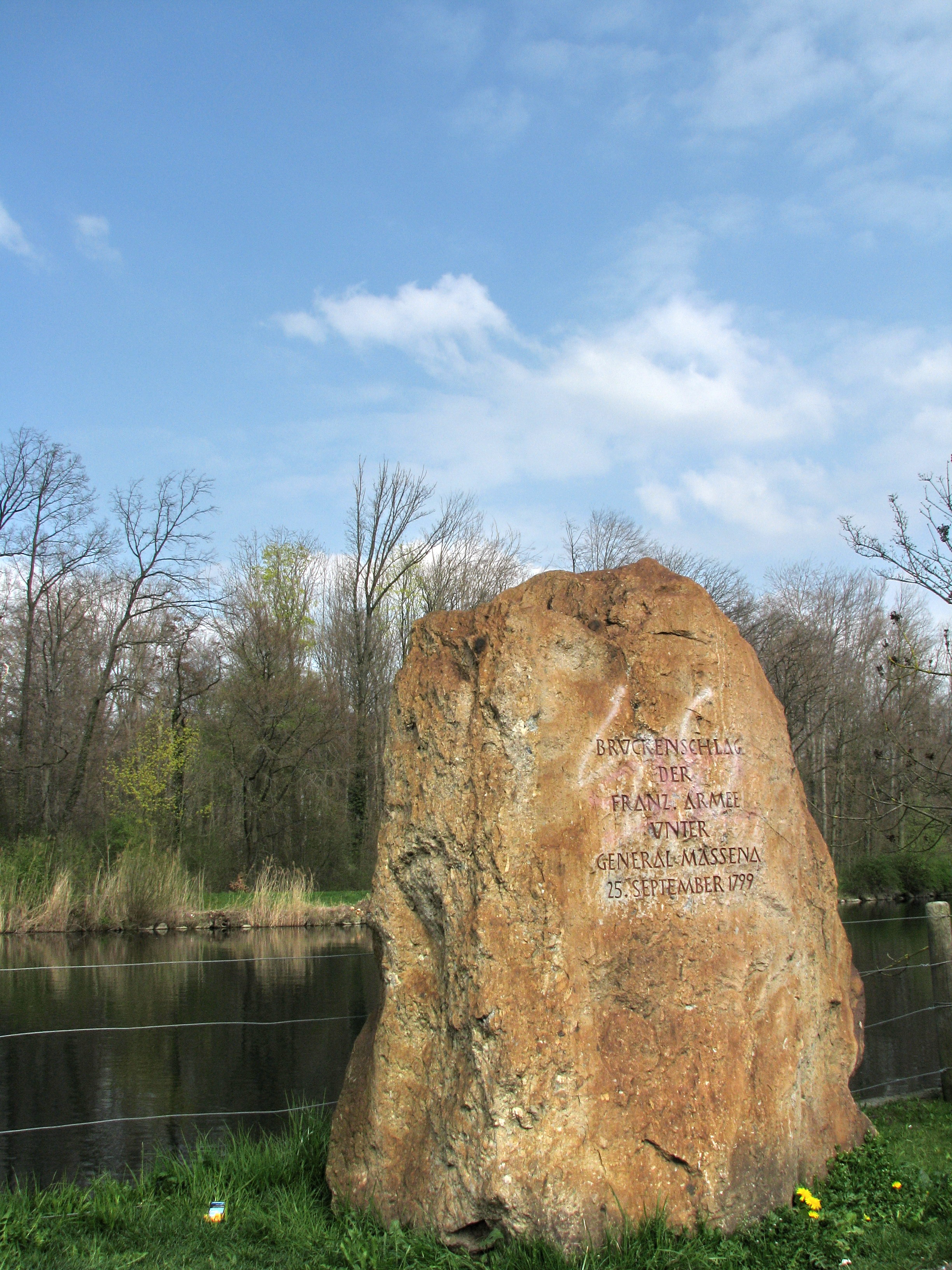
Monumento en el Río Limago en Dietikon

La Segunda Batalla de Zúrich (25-26 de septiembre de 1799) fue una victoria clave para el ejército republicano francés en Suiza, dirigido por André Masséna, sobre una fuerza austríaca y rusa comandada por Alexander Korsakov cerca de Zúrich. Acabó con el estancamiento que fue el resultado de la Primera Batalla de Zúrich tres meses antes, y significó la retirada de Rusia de la Segunda Coalición. La mayor parte de los enfrentamientos tuvieron lugar en ambas orillas del río Limago hasta las puertas de Zúrich y dentro de la ciudad misma.

## Antecedentes
Después de la Primera Batalla de Zúrich Masséna se había consolidado en una línea defensiva detrás del curso inferior del río Aar. En este momento, todo su ejército en Suiza estaba formado por alrededor de 77.000 combatientes, posicionados de esta manera:
- 1.ª División (Tharreau) en el Alto Valais y el Paso del Simplón.
- 2.ª División (Lecourbe) en el San Gotardo y el valle del Reuss.
- 3.ª División (Soult) el ala derecha cerca de Glaris, el centro en la orilla izquierda del Linth y la izquierda cerca de Adliswil en Sihl.
- 4.ª División (Mortier) en Uetliberg.
- 5.ª División (Lorge) en la orilla izquierda del Limago entre Altstetten y Baden.
- 6.ª División (Ménard) desde Baden hasta la confluencia del Aar con el Rin.
- 7.ª División (Klein) formó la Reserva en el valle de Frick.
- 8.ª División (Chabran) en Basilea.[2]

Siguiendo el plan estratégico, el ejército austríaco bajo el mando del archiduque Carlos iba a ser ampliado con los 25.000 hombres de Korsakov, quienes recién habían llegado a Schaffhausen después de una marcha de 90 días.
Masséna, mientras tanto, preparaba una ofensiva por su flanco derecho contra las posiciones austriacas en los Alpes. El 15 y 16 de agosto, el general Claude Lecourbe con 12.000 hombres expulsó a las fuerzas de Strauch y Simbschen de los pasos de San Gotardo, Furka y Oberalp en una serie de violentos asaltos. Como distracción, el 14 de agosto, las fuerzas francesas al mando de Soult hicieron demostraciones a través del Sihl, debajo de Zúrich.
En la noche del 16/17, el archiduque Carlos, apoyado por las tropas de Korsakov, lanzó un ataque sorpresa sobre el río Aar en Gross-Döttingen utilizando botes y puentes de pontones, pero sus ingenieros calcularon mal la fuerza de la corriente y la profundidad del río, por lo que el puente de pontones era inseguro y, finalmente, después de fuertes enfrentamientos, el ataque fue cancelado. Sin embargo, el archiduque Carlos y Korsakov no planearon más acciones conjuntas, ya que siguiendo los planes estratégicos de la Hofkriegsrat austríaca bajo el mando del barón Thugut, a Carlos se le había ordenado trasladar su comando principal del norte hacia el sur de Alemania. Siguiendo a regañadientes estas instrucciones, dejó una columna de 29.000 hombres al mando de Friedrich von Hotze, y las tropas de Korsakov con los suizos al servicio de Austria. El plan para estos dos comandos era esperar la llegada de la columna rusa de Suvorov que penetraba al norte desde Italia sobre los pasos alpinos y atrapar a Masséna en un embolsamiento.

## Tropas francesas
Las tropas francesas que participaron en la batalla:
- 23éme Régiment de Chasseurs à Cheval (Légion de Ardennes)
- 9éme Régiment de Hussards (la Liberté)
- 2éme Demi-Brigada d'Infanterie de Ligne
- 37éme Demi-Brigada d'Infanterie de Ligne
- 46éme Demi-Brigada d'Infanterie de Ligne (Deuxieme Formación)
- 57éme Demi-Brigada d'Infanterie de Ligne
- 102éme Demi-Brigada d'Infanterie de Ligne
- 10éme Demi-Brigada d'Infanterie de Ligne

## Situación inicial
El 22 de agosto, Korsakov y Hotze acordaron que los rusos con 22.000 hombres se alinearían en los tramos inferiores del río Limago (Aar), y Hotze con 20.000 hombres ocuparía la región de Obersee abajo del lago Zúrich desde Linth hasta Glarus.
El 28 de agosto, el grueso de las tropas del archiduque Carlos partió de Suiza. El propio Korsakov llegó a Zúrich al día siguiente, demostrando una excesiva confianza en las capacidades de sus tropas y despreciando las capacidades de los franceses como la de sus aliados, los austriacos:
 

La presunción y la arrogancia de Korsakov fue tan exacerbada que, en una conferencia con el Archiduque Carlos, poco antes de la batalla [de Zúrich], cuando el gran general estaba señalando las posiciones que debían ser vigiladas de manera especial, dijo, "Aquí debes colocar un batallón". - "Una compañía, querrá decir", dijo Korsakov - "No", respondió el Archiduque, "un batallón". - "Te comprendo", replicó el otro; "un batallón austríaco o una compañía rusa"
Sir Archibald Alison.

A finales de agosto, el ejército aliado estaba de la siguiente manera.
Korsakov con 33.000 hombres alrededor de Zúrich y el Bajo Limago, distribuidos:
- Teniente general de división Gorchakov (cuerpo principal de Korsakov en el campamento de Sihlfeld, entre Uetliberg y el Limago)

Brigadas del mayor general Tuchkov (6.314 hombres) y del mayor general Essen (2.237 hombres) en Wollishofen. 
- División del teniente general Durasov:

Brigada del Mayor general Markov en un campamento antes de Weiningen opuesto a Dietikon (2.000 granaderos y 300 cosacos) Brigada de Mayor general Pushchin en un campamento en Würenlos y delante del pueblo de Wettingen: 2.500 soldados de infantería, 1.000 cosacos (8 batallones, 10 escuadrones) 
A lo largo de la orilla derecha del Limago desde Baden hasta el Rin (1.000 hombres). Total con artilleros 7.052 hombres.
- La caballería y los cosacos (3.000 hombres) al mando del mayor general Gudovich se distribuyeron en el Rin a lo largo de la línea de la carretera de Zúrich a Baden.
- El teniente general de la división de reserva Sacken, con 5.700 hombres inicialmente en un campamento en Regensdorf, luego a lo largo de la orilla norte del lago Zúrich conectando con Hotze.

Nauendorf, con 5.400 austríacos, en la orilla derecha del Rin entre Waldshut y Basilea.
Hotze con 25.000 austriacos, incluidos 3.000 suizos, desde Uznach hasta Chur y Disentis.
Suvorov con 28.000 rusos en marcha desde Italia a través de los Alpes.

Poco antes de la batalla, Korsakov separó a la División de Reserva de 5.000 hombres de Sacken a Rapperswil para reforzar a Hotze en anticipación al acercamiento de Suvorov, debilitando, en consecuencia, a su línea defensiva a lo largo del Limago antes de Zúrich y exponiendo su línea de comunicaciones.
La salida del archiduque Carlos dio a los franceses una momentánea superioridad numérica, Masséna estaba decidido en aprovechar esto, como también la redistribución de austriacos y rusos. Su objetivo era vencer a Korsakov y Hotze antes de cualquier intervención de Suvorov. El 30 de agosto intentó cruzar el Aar y hacer retroceder al enemigo antes de Zúrich. Esta acción en el río no tuvo éxito, y Masséna replanteó un cruce cerca de Dietikon, para posteriormente atacar a Korsakov en Zúrich.
El 19 de septiembre, Masséna reveló su plan a los comandantes de su división. La División de Lorge y parte de la de Ménard cruzarían el Limago desde Dietikon y atacarían a Korsakov en Zúrich. El resto del mando de Ménard mantendría ocupado al enemigo haciendo una demostración en Vogelsang. Al mismo tiempo, la División de Mortier debía llamar la atención del cuerpo principal de Korsakov que estaba frente a Zúrich atacando a Wollishofen. Klein debía cubrir la carretera de Alstetten, mientras que la División de Soult debía cruzar el Linth en Bilten y evitar que Hotze ayudara a los rusos. Todos los barcos disponibles para el transporte se ensamblaron en Brugg, mientras que se construyó un puente de pontones en Rottenschwil para engañar al enemigo en cuanto al punto de cruce. Desde junio, los barcos franceses se habían recolectado desde diferentes aguas y se habían transportado por tierra y agua. En septiembre, 37 barcos de diferentes tipos se reunieron en secreto cerca de Dietikon. En la noche del 23 y 24 de septiembre, el general de artillería Dedon desmanteló el puente de pontones en Rottenschwil y lo transportó en un convoy a través de la montaña hasta Dietikon.
El 24 de septiembre llegó la noticia de que las tropas de Suvorov habían conquistado finalmente el paso de San Gotardo. Este éxito tardío de los rusos hizo imposible el ataque conjunto de Korsakov, Hotze y Suvorov, pero convenció a Masséna de adelantar su ataque del 26 al 25 de septiembre.

## El Cruce del Limago
En la noche del 24 de septiembre, las tropas de Masséna concentradas en Dietikon ascendían a más de 8.000 hombres con la división de infantería de Lorge y 26 cañones, todos tendidos en silencio en las proximidades del río. En el otro lado del Limago, entre Würenlos y Wipkingen, solo se enfrentaron a 2.600 rusos del mayor general Markov, incluidos 1.100 hombres al mando del propio Markov en Oetwil Würenlos, a 290 hombres y 2 cañones del regimiento cosaco de Misinov entre el camino de subida al monasterio y el bosque de pinos, a 220 hombres de un batallón de granaderos en el borde occidental del bosque de pinos y a cuatro escuadrones de dragones, con 550 hombres al mando del coronel Shepelev en Wipkingen.
El 25 de septiembre a las 04:45, cuando los barcos se lanzaban rápidamente a través del Limago se dio la alarma, y los disparos iniciales efectuados por un batallón de la Brigada de Guardia Avanzada de Gazan señalaron el comienzo del ataque. Con pronta eficacia, aproximadamente 600 hombres en 37 barcos cruzaron el Limago y formaron una cabeza de puente en la orilla opuesta. El cruce de los barcos alertó a los débiles puestos de avanzada rusos en la orilla opuesta, pero a pesar de varias rondas de fusilería y artillería, ni un solo barco se hundió y ni un hombre se ahogó. En este punto, el río retrocede en un amplio arco hacia el sur, permitiendo que la artillería de Masséna dispare desde ambos lados de la curva del río en el rellano y más allá de la cabeza de puente. 25 disparos alcanzaron varios edificios del monasterio. Cuando más franceses cruzaron, cesaron los disparos desde la orilla izquierda por temor a golpear a sus propios hombres, y se concentró todo el esfuerzo en cruzar el río.
A las 05:00 Dedon dirigió la construcción del puente de pontones. La cabeza de puente francesa se vio expuesta al fuego de artillería rusa desde las alturas de Kloster-Fahr y el bosque de pinos. Esta meseta, defendida por siete cañones y las reservas de Markov fueron atacadas, y después de una dura lucha a las 06:00 los rusos fueron rechazados, Markov terminó herido y hecho prisionero. Apenas una hora después de los primeros disparos los franceses habían cruzado a 800 hombres y estaban en posesión del bosque y del campamento ruso. Detrás de ellos, el puente de pontones se montó rápidamente y se completó a las 07:30. A las 09:00, toda la división de Lorge estaba en el lado derecho del Limago con 8.000 hombres y un total de 26 cañones.
Masséna tenía como objetivo evitar que el ala derecha rusa bajo Durasov se uniera a su izquierda en Zúrich, y envió rápidamente a Bontemps con su brigada para ganar las laderas de las montañas del Glatt y cortar las comunicaciones entre Regensberg y Zúrich. La izquierda de Bontemps estaba cubierta por 2 batallones de la brigada de Quétard en la carretera de Wurenlos.Todas las demás tropas, unos 15.000 hombres, incluida la vanguardia al mando de Gazan, siguieron al jefe de Estado mayor Nicolas Oudinot en dirección a Höngg

## El ataque de Mortier
Mientras tanto, a las 05:00 la División de Mortier había lanzado sus ataques de distracción contra el mando principal de Korsakov. Su izquierda al mando de Brunet avanzó hacia la pequeña meseta de Wiedikon, donde pronto fueron inmovilizados por fuerzas superiores. Su derecha al mando de Drouet expulsó a los rusos de Wollishofen, pero pronto fueron contraatacados por los seis batallones de Gorchakov, asistidos por la flotilla de cañoneras de William, y empujados hacia Uetli.
Sin embargo, Gorchakov, insatisfecho con simplemente rechazar el ataque enemigo, persiguió a los franceses hasta Uetliberg y logró capturar algunas baterías. Sin embargo, esto contribuyó al desastre del día, ya que el éxito francés en la orilla derecha, junto con el avance de Klein desde Alstetten a Sihlfeld, enfilaron la derecha del cuerpo ruso, lo que obligó a Korsakov a retirarlo a las 13:00. 
 

Los rusos lucharon con su valentía acostumbrada, pero no estaban bien dirigidos, y fue patético verlos cargar por las laderas del Albis esperando ver a Suvárov en la cima, mientras gritaban su nombre.
Ramsay Weston Phipps.

Los hombres de Gorchakov, perseguidos de cerca mientras se retiraban, sufrieron pérdidas considerables.

## La finta de Ménard
El cruce del río fue exitoso porque los rusos estaban demasiado débiles en su sección delantera, y porque habían sido distraídos lejos de Dietikon con fintas por la División de Mortier en Wollishofen y la División de Ménard en Vogelsang. Ménard había logrado burlar completamente a los rusos con su ataque y también realizar demostraciones (Distracciones) contra Brugg. Desde el amanecer abrió un aluvión de fuego de artillería con todos sus cañones en las proximidades de Baden y en la confluencia del Aar y el Limago contra las fuerzas de Durasov, extendió la brigada restante a la vista del enemigo y puso en movimiento los botes restantes en el río. Durasov fue completamente engañado y estacionó sus tropas casi todo el día entre Freyenwyl y Wurenlingen. Cuando se dio cuenta de su error y marchó para reunirse con las tropas en las alturas de Oetlikon, encontró el pasaje bloqueado por la brigada de Bontemp y tuvo que hacer un desvío sustancial a Zúrich, donde llegó a altas horas de la noche.
En Vogelsang Ménard logró lanzar un pequeño destacamento sobre el Limago en botes transportados por tierra desde el Aar, lo que le permitió restablecer un puente volador, con el que cruzó parte de sus tropas a la mañana siguiente.

## La batalla en Zúrich
En Zúrich, Korsakov confiaba que su posición era segura, tal era su confianza que no había hecho ninguna inspección de la línea, ni había reposicionado los suministros o los hospitales a una distancia más segura; en cambio, todo estaba desorganizado y revuelto dentro de la ciudad. Despertado por el sonido de los cañones, se dirigió a Höngg con un pequeño destacamento de tropas y se enteró de la derrota de Markov. Sin embargo, estaba convencido de que el cruce en el Limago era simplemente una distracción, y que la principal amenaza provenía del ataque de Mortier a Wollishofen.
A las 10:00, los franceses avanzaban por ambas orillas del Limago apoyados por un bombardeo de artillería pesada. Oudinot se apoderó de Höngg y las alturas de Wipkingen ante el débil destacamento dejado por Korsakov, luego, junto con parte de la Reserva, poco antes de las 15:00 comenzó a atacar Zürichberg, en manos de varios batallones rusos. Gazan marchó a Schwamendingen para cortar el camino a Winterthur. Para entonces, Korsakov finalmente se había dado cuenta de que estaba en una situación peligrosa y retiró las tropas de la orilla derecha y las envió a Zúrich para enfrentarse al avance de Oudinot, sin embargo, solo pudieron hacerlo recorriendo las estrechas calles de la ciudad, atestadas de heridos y suministros. Un aluvión de obuses franceses aumentó la confusión y dificultó aún más el avance a los rusos. Cuando despejaron Zúrich ya era demasiado tarde, los franceses habían conquistado la montaña de ese lado de la ciudad y en las llanuras tomaron posesión de la casa de campo Beckenhof. Mientras tanto, llegaron cuatro batallones rusos enviados de regreso a Zúrich por Hotze, Korsakov se puso a la cabeza y con la ayuda de la Legión Suiza de Bachmann hizo retroceder a los franceses al pie de las Alturas de Wipkingen. En tanto, Gazan aguantaba en Schwamendingen. Los contraatacantes rusos en Zürichberg, aunque increíblemente valientes, fueron insuficientes en número y "en lugar de ganar las alturas, las tropas siguieron luchando ante la puerta, y cargando al enemigo con bayonetas entre las enredaderas y setos, en un terreno que no permitía tal operación ".
Al caer la noche, Korsakov se encerró en Zúrich, tras haber cedido las llanuras a los franceses. Masséna convocó al pueblo pero no recibió respuesta.

## El ataque de Soult contra Hotze
Mientras todo esto sucedía alrededor de Zúrich, en el extremo oriental del lago Zúrich, el cuerpo austríaco de Hotze se enfrentó a la división francesa de Jean-de-Dieu Soult en los canales y marismas alrededor del bajo Linth y el lago de Walen. Días antes, Soult se había vestido con un uniforme de infante común y realizó tareas de observación, pudiendo observar las posiciones austriacas. La batalla del río Linth comenzó a las 2:30 a. m. del 25 de septiembre cuando un pequeño grupo de soldados, en ropa interior y con pistolas y municiones atadas en la cabeza y con espadas entre los dientes, nadaron a través del canal cerca de Schanis. Pudieron levantar balsas con cuerdas y, bajo la oscuridad y una espesa niebla que se mantuvo durante todo el día, un batallón entero cruzó antes de que se diera la alarma. Se hicieron acciones similares en el castillo de Grynau y Schmerikon. A las 4:00, Hotze se despertó con el ruido del fuego de artillería y salió a caballo para encontrar a sus tropas luchando valientemente en Schänis. Luego cabalgó junto a su jefe de Estado mayor hacia Weesen para hacer un reconocimiento, pero en la niebla se encontraron con tropas francesas escondidas entre los arbustos. Cuando los dos austríacos se dieron la vuelta para huir, les abrieron fuego y ambos hombres cayeron muertos a tiros. La noticia de la muerte de Hotze se difundió rápidamente y los consternados austríacos, ahora bajo el desventurado mando de Franz Petrasch, retrocedieron hacia Lichtensteig, abandonando su pequeña flotilla de barcos en Rapperswil.
Más al este, en el flanco derecho de Soult, la brigada de Gabriel Jean Joseph Molitor fue atacada por las columnas austríacas del flanco izquierdo al mando de Franz Jellacic y Friedrich von Linken en el Alto Linth. Los dos austriacos desconocían el destino de las fuerzas de Hotze y Korsakov y estaban incomunicados entre sí. La 84.ª demi-brigada de infantería de línea francesa se mantuvo detrás del Linth durante todo el 25 de septiembre, y contraatacó al día siguiente. Animados por la derrota de Hotze, los hombres de Molitor hicieron retroceder a los austriacos de Jellacic hacia Walenstadt. También el día 25, la columna de Linkin apareció en el Sernftal, sorprendiendo y capturando a dos batallones de la 76.ª línea de Infantería francesa. Las tropas de Linkin, que consistía en la brigada de Joseph Anton von Simbschen, pronto se encontraron enfrentadas contra el batallón de la 84.ª línea. El 27 de septiembre, Molitor atacó a Linkin después de ser reforzado por dos de los batallones de Soult, pero la lucha quedó inconclusa. El 29 de septiembre, después de algunas escaramuzas, Linkin dio la orden de retirarse al valle del Rin después de recibir una nota engañosa de un agente doble y no recibir ninguna otra noticia de Suvorov o Hotze.

## Acciones del 26 de septiembre
Durante la noche, Korsakov finalmente se unió a las tropas de Durasov y al cuerpo que Hotze mando de regreso del Linth. Ahora reuniendo 16 batallones, Korsakov estaba decidido a mantener su posición en Zúrich hasta que Suvorov pudiera unirse a él. Esa mañana recibió la noticia de la muerte de Hotze.
Enfrentado a los rusos, Oudinot reunió a todas las tropas en la orilla derecha para atacar Zürichberg; la brigada de Bontemp debía bloquear la carretera de Winterthur a la izquierda. Lorge marchó a lo largo del Limago para conectarse con los ataques de Klein y Mortier, quienes a su vez avanzarían por el Sihlfeld con Masséna a la cabeza. Cortando la retirada de los rusos serían llevados al lago.
Al amanecer, los rusos lanzaron un poderoso ataque contra la división de Lorge en dos líneas que lograron hacer retroceder a la brigada de Bontem y retomar la carretera de Winterthur, frustrando así el plan de llevarlos al lago. Esto fue muy afortunado para Korsakov, ya que en ese momento Klein y Mortier estaban bombardeando Zúrich, y la ordenanza de Oudinot rompió la puerta de Höngg. Una terrible confusión reinaba en los confines de la ciudad, Korsakov propuso un parlamento, pero nadie le prestó atención. En cambio, los rusos comenzaron una retirada general, dejando solo una retaguardia débil en la ciudad. Aunque no hizo ningún esfuerzo papa evitar la retirada, Masséna avanzó con la artillería ligera de Dedon a posiciones sucesivas para disparar sobre el flanco izquierdo de la columna en retirada, lo que produjo un completo desorden entre las filas. Masséna ordenó a Lorge, Bontems y Gazan que atacaran el centro de los rusos, quienes se defendieron con desesperación. Los generales Sacken y Likotsuchin resultaron gravemente heridos y las tropas lucharon en focos aislados sin cohesión de ningún tipo.
Al mismo tiempo, Oudinot atravesó la puerta de Limago, todavía defendida por la retaguardia rusa, mientras que Klein irrumpió en Zúrich con la Reserva.
No hubo persecución y los rusos pudieron retirarse sin más interferencias, sin embargo, Korsakov decidió continuar retirándose con la misma velocidad hasta el Rin y más allá. Wickham afirma que la mayor parte de los rusos pudieron llegar a Eglisau sin ser molestado por los franceses. Sin embargo, cuando Korsakov finalmente llegó al Rin con 10.000 soldados remanentes a través de Bülach y Eglisau, había perdido 8.000 hombres, incluidos 5.200 prisioneros (en su mayoría heridos), 100 armas, su cofre militar y registros.

## Valoración
La derrota de Korsakov se produjo por una combinación de factores; una planificación muy cuidadosa por parte de los franceses y un liderazgo deficiente por parte de los rusos. En su llegada al frente, Korsakov no realizó un reconocimiento de forma personal, sino que se instaló cómodamente en Zúrich y se apoyó ciegamente en su infundada confianza y en la creencia de que sus tropas eran superiores a todas las demás. Masséna lo describió como "más un cortesano que un soldado" Igualmente, el rígido estilo lineal de lucha que los rusos habían desarrollado en las guerras contra el Imperio Otomano les resultó infructuoso y resultó ser un contra en estos terrenos y contra unos franceses mucho más flexibles y creativos. Acostumbrados en conseguir la victoria mediante agresivos avances de bayoneta hacia el frente, nunca les había ocurrido que se vieran sobrepasados.
Korsakov y Petrasch también han sido fuertemente criticados por su rápida retirada sobre el Rin a pesar de la escasa persecución de los franceses y con pleno conocimiento de que Suvorov estaba luchando por unirse a ellos desde el sur.
La victoria republicana fue sin duda el mayor triunfo de Masséna, sin embargo, él también fue criticado por no aprovechar al máximo este éxito. Rocquancourt, Jomini y el archiduque Carlos se cuestionaron el por qué Masséna en la noche del 25 de septiembre, cuando quedó claro que los rusos se estaban concentrando contra Oudinot, no subieron toda la reserva de Klein y los restos de la División de Ménard para apoyar al ala izquierda y, por lo tanto, rodear a los rusos. De todas maneras, la acción sigue siendo una brillante hazaña para los franceses.

## Consecuencias
Masséna, consciente del avance de Suvorov hacia San Gotardo, rápidamente trasladó a sus tropas hacia el sur. La división de Lecourbe ya había realizado actos heroicos al retrasar a los rusos en el paso de San Gotardo y más tarde en el espectacular cruce sobre el Reuss en el Puente del Diablo. Cuando Suvorov finalmente forzó al Reuss, se encontró con unidades de la división de Soult que bloqueaban la ruta en Altdorf. Incapaz de romper las líneas francesas y consciente de la desastrosa derrota de Korsakov, el general ruso giró hacia el este a través del alto y difícil Paso de Pragel hacia Glarus, donde se sintió consternado al encontrar otras tropas francesas esperándolo el 4 de octubre. Con la nieve hasta la cintura, sus tropas intentaron seis veces romper las líneas francesas a lo largo del Linth, pero cada ataque fue rechazado. Suvorov no tuvo más alternativa que escapar a través del traicionero paso de Panix (Que es un paso montañoso muy difícil y peligroso, incluso en la actualidad), abandonando sus suministros y artillería, y perdiendo hasta 5.000 hombres.
Después de la victoria francesa, Rusia se retiró de la Segunda Coalición. Los franceses ampliaron su control sobre el territorio de la Confederación y crearon condiciones favorables para el ataque a Austria. Bajo acusaciones de saqueo, Masséna requisó enormes cantidades de dinero, ganado y alimentos, alimentando bien a sus soldados. La miseria dominaba en las zonas afectadas por la guerra. la Segunda Guerra de Coalición había debilitado enormemente a la República Helvética, la consiguiente pérdida de apoyo popular condujo finalmente al Acta de Mediación de 1803.
En Zürichberg construyeron un pequeño camino forestal y un monumento en honor a Masséna y los franceses. En el monumento del bosque se describen brevemente ambas batallas de Zúrich. Hay otro monumento conmemorativo en Langnau am Albis al sur de Zúrich por la defensa del paso de Albis. En París, los nombres de los pueblos de Dietikon y Muotathal están cincelados en el Arco de Triunfo. En Schöllenenschlucht (cerca del Puente del Diablo) hay un monumento por el cruce de los Alpes que hicieron los rusos bajo el mando de Suvorov.

## Obra asociada
- Gardiner, T. (1812), The history of the campaigns in the years 1796, 1797, 1798 and 1799, in Germany, Italy, Switzerland, & c. Illustrated with sixteen maps and plans of the countries and fortresses (in IV volumes) III (second edición), London, pp. 275–281.
- Marshall-Cornwall, James (1965), Marshal Massena (first edición), London: Oxford University Press.

- Datos: Q233426
- Multimedia: Battle of Zurich / Q233426